# Crematogaster rasoherinae
Crematogaster rasoherinae es una especie de hormiga acróbata del género Crematogaster, categorizada en la tribu Crematogastrini, de la subfamilia Myrmicinae. Fue descrita por Forel en 1891.

## Distribución
Se distribuye por África: Comoras, isla Gran Gloriosa, isla de Lys, Madagascar, Mayotte y Seychelles.

## Hábitat
Habita en el bosque lluvioso, seco tropical y montañoso, en matorrales, vegetación baja, madera podrida y troncos de árboles. Se ha encontrado a elevaciones de 3-1382 m s. n. m.